# روش موردی
روش موردی (انگلیسی: Case method) گونه‌ای روش تدریس و از روش‌های یادگیری است، که با استفاده از تکنیک‌های تصمیم‌گیری، دانش‌آموزان را در نقش افرادی که با برخی تصمیمات دشوار در گذشته مواجه بوده‌اند، قرار می‌دهد. روش موردی نخستین بار در ابتدای قرن بیستم، توسط حقوقدان و مدرس آمریکایی؛ هاروارد کریستوفر لانگدل معرفی شد.